# József Tuncsik
Jozsef Tuncsik (né le 23 septembre 1949) est un judoka hongrois. Il participe aux Jeux olympiques d'été de 1976 en combattant dans la catégorie des poids moyens. Il y remporte la médaille de bronze.

## Palmarès

### Jeux olympiques
- Jeux olympiques de 1976 à Montréal,  Canada
  -  Médaille de bronze.